# Thank You 2
Thank You 2 è un album in chiave acustica di Michael Schenker.

## Tracce
1. Reflection Of My Soul
2. Between You And Me
3. I Am Sorry
4. Greatness In You, The
5. From Me With Love
6. Life Brings Me To You
7. I Am Learning
8. Born To Overcome
9. Create And Let Go
10. My Life With You
11. Sound Of Love